# Jüdischer Friedhof (Zalužany)
Koordinaten: 49° 35′ 18,4″ N, 14° 32′ 37,2″ O

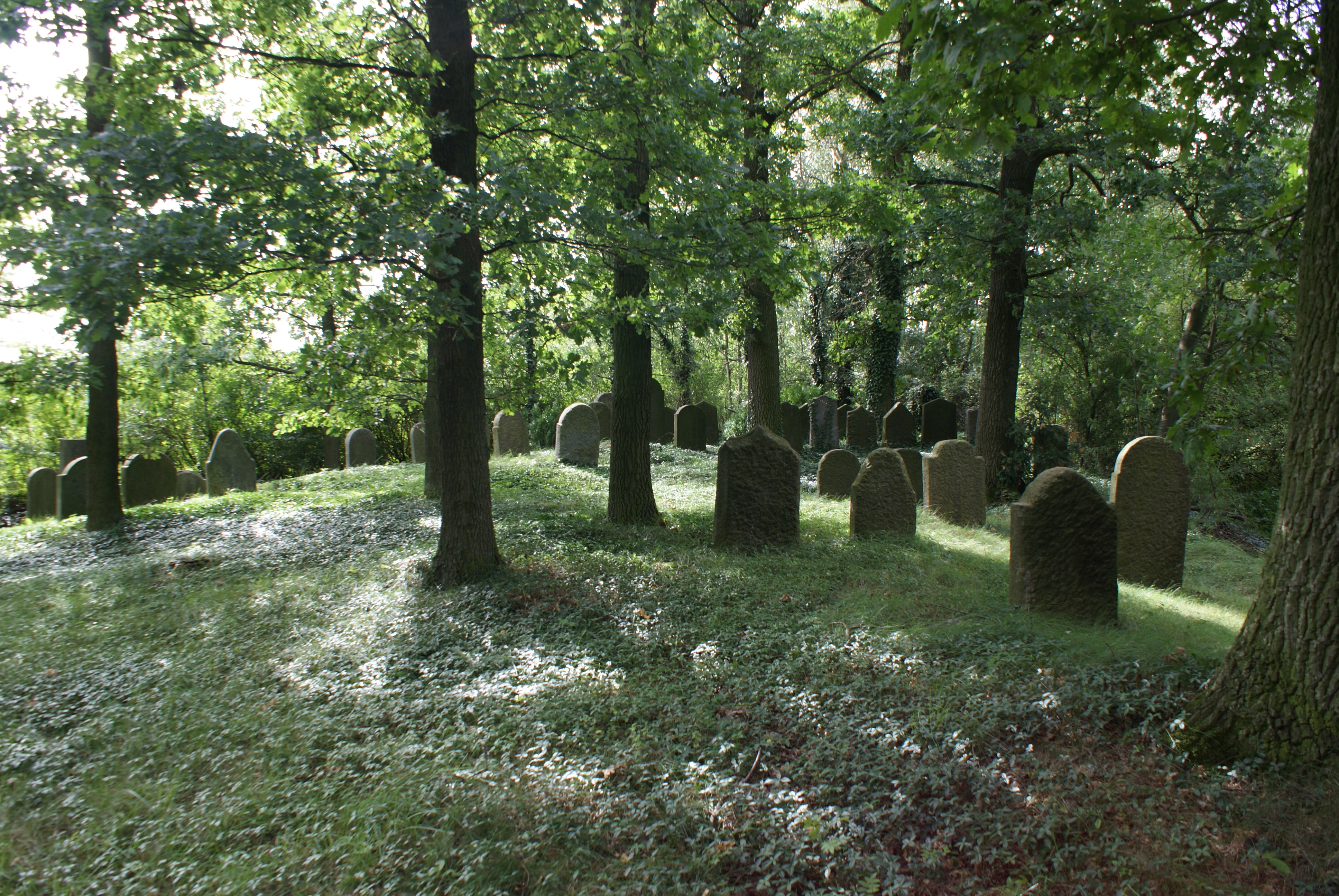
Jüdischer Friedhof in Zalužany

Der Jüdische Friedhof in Zalužany (deutsch Saluschan), einer Gemeinde im tschechischen Okres Příbram der Region Středočeský kraj (deutsch Mittelböhmische Region), wurde Anfang des 18. Jahrhunderts angelegt. Der jüdische Friedhof ist seit 1988 ein geschütztes Kulturdenkmal.
Auf dem Friedhof befinden sich heute circa 70 Grabsteine.